# Berkhivka
Berkhovka
Berkhivka (en ukrainien : Берхівка) ou Berkhovka (en russe : Берховка) est un village du raïon de Bakhmout en Ukraine.

## Géographie
Il est situé à environ 3 km au nord-ouest de la ville de Bakhmout. Berkhivka fait partie de la Communauté territoriale ukrainienne de Bakhmout, du raïon de Bakhmout dans l'oblast de Donetsk.

## Histoire
Le 24 février 2023, dans le cadre de l'invasion de l'Ukraine par la Russie et de la campagne de l'Est de l'Ukraine, la société militaire privée russe Wagner revendique avoir pris le village après plusieurs jours de combats.
Le 5 juin 2023, le chef de Wagner, Evgueni Prigojine, dénonce le fait qu'une partie de la commune a été abandonnée par les forces armées russes et reprise par l´armée ukrainienne.
Le 1er juillet, le 24e bataillon d'assaut séparé « Aidar » perce les défenses russes et atteint les faubourgs du village[réf. non conforme].